# شهرستان چیتم
شهرستان چیتم (به انگلیسی: Cheatham County) یک منطقهٔ مسکونی در ایالات متحده آمریکا است که در تنسی واقع شده‌است. شهرستان چیتم ۷۹۵٫۱۳ کیلومتر مربع مساحت دارد.